# Punta Gorda (Florida)
Punta Gorda is een plaats (city) in de Amerikaanse staat Florida en valt bestuurlijk gezien onder Charlotte County.

## Demografie
Bij de volkstelling in 2000 werd het aantal inwoners vastgesteld op 14.344.
In 2006 is het aantal inwoners door het United States Census Bureau geschat op 17.126, een stijging van 2782 (19.4%).

## Geografie
Volgens het United States Census Bureau beslaat de plaats een oppervlakte van
47,9 km², waarvan 36,7 km² land en 11,2 km² water. Punta Gorda ligt op ongeveer 3 m boven zeeniveau.

## Plaatsen in de nabije omgeving
De onderstaande figuur toont nabijgelegen plaatsen in een straal van 16 km rond Punta Gorda.